# Pachyleuctra bertrandi
Pachyleuctra bertrandi är en bäcksländeart som beskrevs av Aubert 1952. Pachyleuctra bertrandi ingår i släktet Pachyleuctra och familjen smalbäcksländor. Inga underarter finns listade i Catalogue of Life.